# Bangkok Love Story
Bangkok Love Story (thajsky: เพื่อน...กูรักมึงว่ะ / pêuan ... goo rák meung wâ) je thajský hraný film z roku 2007, který režíroval Poj Arnon podle vlastního scénáře. Snímek měl premiéru 15. září 2007.

## Děj
Mehk se živí jako nájemný vrah, aby uživil svou matku a mladšího bratra, kteří jsou ona infikovaní HIV. Mehk dostane za úkol najít a předvést před svého bosse muže jménem Eit. Až na místě se dozví, že Eit je policista, kterého se chce zbavit jiný mafián. Mehk proto odmítne jej zabít a v nastalé přestřelce se jim podaří s Eitem utéct. Mehk je postřelen a Eit se o něj stará. Přitom, jak se navzájem poznávají, se mezi nimi rozvíjí vzájemná náklonnost.

## Obsazení
| Rattanaballang Tohssawat | Mehk  |
| Chaiwat Thongsaeng       | Eit   |
| Wiradit Srimalai         | Mhok  |
| Chutcha Rujinanon        | Sai   |
| Uthumporn Silaphan       | matka |